# Marek Skomorowski
Marek Tadeusz Skomorowski (ur. 1 października 1951) – polski informatyk, inżynier, profesor nauk technicznych. Specjalizuje się w rozpoznawaniu obrazów oraz symulacji komputerowej. Profesor nadzwyczajny i dyrektor Instytutu Informatyki i Matematyki Komputerowej Wydziału Matematyki i Informatyki Uniwersytetu Jagiellońskiego.

## Życiorys zawodowy
Stopień doktorski uzyskał w krakowskiej Akademii Górniczo-Hutniczej w 1984 broniąc pracy Asymptotycznie optymalny algorytm uczenia rozpoznawania w warunkach niepełnej informacji probabilistycznej przygotowanej pod kierunkiem prof. Ryszarda Tadeusiewicza. W l. 1989-90 stypendysta Fulbrighta na University of Iowa (USA). Habilitował się w 2002 na podstawie oceny dorobku naukowego oraz rozprawy pt. Syntaktyczno-statyczny model rozpoznawania obrazów zniekształconych. Tytuł naukowy profesora nauk technicznych został mu nadany w 2015. Poza Uniwersytetem Jagiellońskim wykłada także jako profesor w Uniwersytecie Pedagogicznym w Krakowie. Był też profesorem w Wyższej Szkole Biznesu – National-Louis University w Nowym Sączu.
Autor m.in. skryptów Wstęp do projektowania systemów cyfrowych (1994) i Podstawy układów cyfrowych (1996) oraz monografii Wybrane zagadnienia rozpoznawania obrazów (Wydawnictwo Uniwersytetu Jagiellońskiego, Kraków 2013). Swoje prace publikował m.in. w „Pattern Recognition”.